# المرأة في أذربيجان

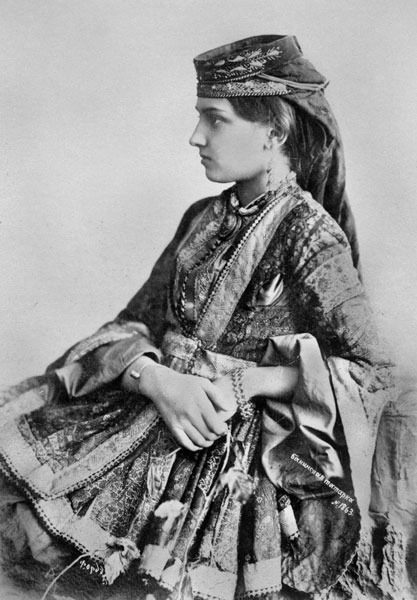
فتاة أرمنية من نيو جلفا، أصفهان، أواخر القرن التاسع عشر

تتمتع النساء في أذربيجان -نظرياً- بنفس الحقوق كالرجال، لكن التمييز المجتمعي لا يزال مشكلة كبيرة؛ فالأعراف الاجتماعية التقليدية والتخلف الاقتصادي في المناطق الريفية لا يزال يحد من دور المرأة في الاقتصاد. وهناك تقارير تفيد بأن المرأة تجد صعوبة في ممارسة حقوقها القانونية بسبب التمييز بين الجنسين.

## حق التصويت
كرست جمهورية أذربيجان الديمقراطية حق النساء في التصويت عام 1918؛ لتصبح أذربيجان أول دولة مسلمة تمنح النساء حق التصويت.

## التمثيل السياسي
اعتباراً من عام 2007، شغلت المرأة العديد من المناصب السياسية العليا في أذربيجان، كنائب رئيس البرلمان، ونائب رئيس لجنة الانتخابات المركزية. ولا توجد قيود قانونية تحد من حق المرأة في المشاركة السياسية. واعتباراً من 2015، شغلت المرأة 21 مقعداً في البرلمان (من أصل 125 مقعداً). وقد ارتفعت نسبة عضوات البرلمان من 11% إلى 17% من عام 2005 حتى 2015.
واعتباراً من مايو 2009، شغلت المرأة منصب نائب رئيس المحكمة الدستورية، ونائب رئيس مجلس وزراء جمهورية نخجوان الذاتية، وأربعة نواب للوزراء، وسفير، وأمناء للمظالم في أذربيجان ونخجوان، كما تشكل النساء أربعة من 16 عضواً في اللجنة المركزية للانتخابات، وتترأس 3 من 125 لجنة للدوائر الانتخابية. ولم تكن هناك وزيرات أو رئيسات للمحاكم التنفيذية سوى هجران حسينوفا رئيس لجنة الدولة للأسرة وشئون المرأة والطفل بأذربيجان ومليكة عباس زاده رئيس لجنة قبول الطلاب. لجنة الدولة للأسرة وشئون المرأة والطفل هي وكالة حكومية ابتدائية تشرف على أنشطة حماية حقوق المرأة في البلاد. عام 2015 عينت ناتافان جاديموفا كوزيرة للثقافة في نخجوان.
خلال حرب ناغورنو قرة باغ، ألفان من أصل 74,000 فرد عسكري في أذربيجان كن من النساء، و600 منهن شاركن بشكل مباشر في العمليات العسكرية. والخدمة العسكرية للمرأة تطوعية، وتخدم حوالي 1,000 امرأة في الجيش الأذربيجاني.

## المشاركة في سوق العمل
على الرغم من أن أغلبية النساء في أذربيجان يعملن في وظائف خارج المنزل، إلا أنهن لا يشغلن وظائف رفيعة المستوى، بما في ذلك الوظائف التجارية الكبرى؛ ففرص العمل التجارية المتاحة للنساء في أذربيجان محدودة. كما يواجهن صعوبة في الحصول على القروض المصرفية؛ لأن الأملاك التي قد يستخدمنها كضمان للقرض غالباً ما تكون مسجلة باسم أقاربهن الذكور. والبنوك لا تثق عادةً في قروض النساء، وإن فعلت فإنها لا تأخذها على محمل الجدية، ولا يمكن لها المنافسة في السوق. وفي بعض الحالات، تكون سيدة الأعمال عرضة للشائعات والتحرشات الجنسية من العاملين بمؤسسات الدولة.

## العنف المنزلي
عام 2000، وقعت أذربيجان على البروتوكول الاختياري الملحق باتفاقية القضاء على جميع أشكال التمييز ضد المرأة، معترفةً باختصاص اللجنة المعنية بالقضاء على التمييز ضد المرأة؛ ومن ثم يمكن للجنة تلقي الشكاوى من أفراد أو جماعات تحت ولايتها القضائية.
الاغتصاب محرم قانوناً في أذربيجان ويحمل عقوبة تصل إلى 15 عاماً، وقد دخل قانون العنف المنزلي الجديد حيز التنفيذ عام 2010، والذي يجرم الاعتداء على الزوجة، كاغتصاب الزوجة، ومع ذلك، لا يعده الكثير من الأذر جريمةً، والثقافة السائدة لا تشجع على الشكاوى ضد الاغتصاب الزوجي.
خلال عام 2011، قامت عضوات البرلمان ورئيسة لجنة الدولة للمرأة والطفل بزيادة جهودهن ضد العنف المنزلي، كما شرعت تغطية الإعلام لقضايا العنف المنزلي في رفع مستوى الوعي. ويضع قانون 2010 إطاراً للتحقيق في شكاوى العنف المنزلي.
لكن الموقف الاجتماعي يختلف؛ ففي استطلاع رأي أجري عام 2012، وجد أن 40% من الأذربيجانيين يعتقدون أن على المرأة تحمل العنف المنزلي بغية الحفاظ على استقرار منزلها وأسرتها، و22% وافقوا على أنه في بعض الأحيان تستحق المرأة الضرب.
ويعتبر البعض أن تسمية «لجنة الدولة لشئون المرأة» ب«لجنة الدولة للأسرة وشئون المرأة والطفل» عام 2006 هو نتيجة لوجهة النظر التي تعد المرأة «وحدة إنجابية» لا فرداً مستقلاً بذاته.

## الدعارة في أذربيجان
الدعارة في أذربيجان هي مخالفة إدارية أكثر من كونها جريمة، وتتطلب غرامة تصل إلى 102 دولار (88 مانات أذربيجاني). ويعاقَب القوادون وأصحاب بيوت الدعارة بالسجن لمدة ست سنوات. والقانون لا يحظر التحرش الجنسي بشكل مباشر.

## الجدول الزمني لتحرر المرأة
| السنة | الحدث | المكان        |
| ----- | --- | ------------- |
| 1889  | أصبحت نيجار شیخلینسکایا أول فتاة أذرية تحصل على التعليم العالي                                                      | تبليسي        |
| 1901  | كانت مدرسة الإمبراطورة ألكسندرا أول مدرسة أذرية علمانية للبنات، والأولى من نوعها في الإمبراطورية الروسية            | باكو          |
| 1908  | أصبحت خريجة جامعة سانت بطرسبورغ الحكومية الطبية الأولى سونا فاليخان أول طبيبة أذرية حاصلة على شهادة                 | سانت بطرسبورغ |
| 1908  | أسست حميدة جافانشير المدرسة المشتركة الأذرية الأولى                                                                 |               |
| 1910  | ظهرت أول ممثلة أذرية على المسرح (Govhar Gaziyeva [الإنجليزية])                                                      | تبليسي        |
| 1911  | نشرت خديجة أليبيوفا أول مجلة نسائية باللغة الأذرية (Ishig)                                                          | تبليسي        |
| 1912  | خاضت (Şövkət Məmmədova) مغنية الأوبرا الاذرية الأولى أول تجربة أداء لها على المسرح                                  | باكو          |
| 1919  | حصلت النساء الأذربيجانيات على حق التصويت                                                                            |               |
| 1929  | أصبحت (Izzat Orujova) أول ممثلة أذرية تقوم بالتمثيل في فيلم روائي طويل                                              |               |
| 1930  | أصبحت (Adila Shahtakhtinskaya) أول امرأة أذرية تحصل على درجة الدكتوراة                                              |               |
| 1931  | قامت (Leyla Mammadbeyova [الإنجليزية]) بأول رحلة طيران لها لتصبح أول طيّارة أذرية                                    | باكو          |
| 1932  | قامت أول راقصة باليه أذرية قمر الماسزاده بدور في المسرحية الغنائية شاخ سنم                                          | باكو          |
| 1938  | أصبحت المفوضة الشعبية للعدل أينا سلطانوفا أول رئيسة لمجلس الوزراء في أذربيجان                                       |               |
| 1949  | أصبحت (Valida Tutayug) أول عضوة أذرية للأكاديمية القومية للعلوم في أذربيجان (تأسست عام 1945)                        |               |
| 1964  | أصبحت (Sakina Aliyeva) أول امرأة أذرية تترأس البرلمان                                                               | نخجوان        |
| 2007  | أصبحت منظر إسماعيلوفا أول قسيسة أذرية                                                                               |               |
| 2009  | أصبحت ناتافان ميرفاتوفا أول امرأة أذرية تشغل منصب لواء، ثالث أكبر منصب عسكري في أذربيجان وأعلى رتبة تصل إليها امرأة |               |

## صور

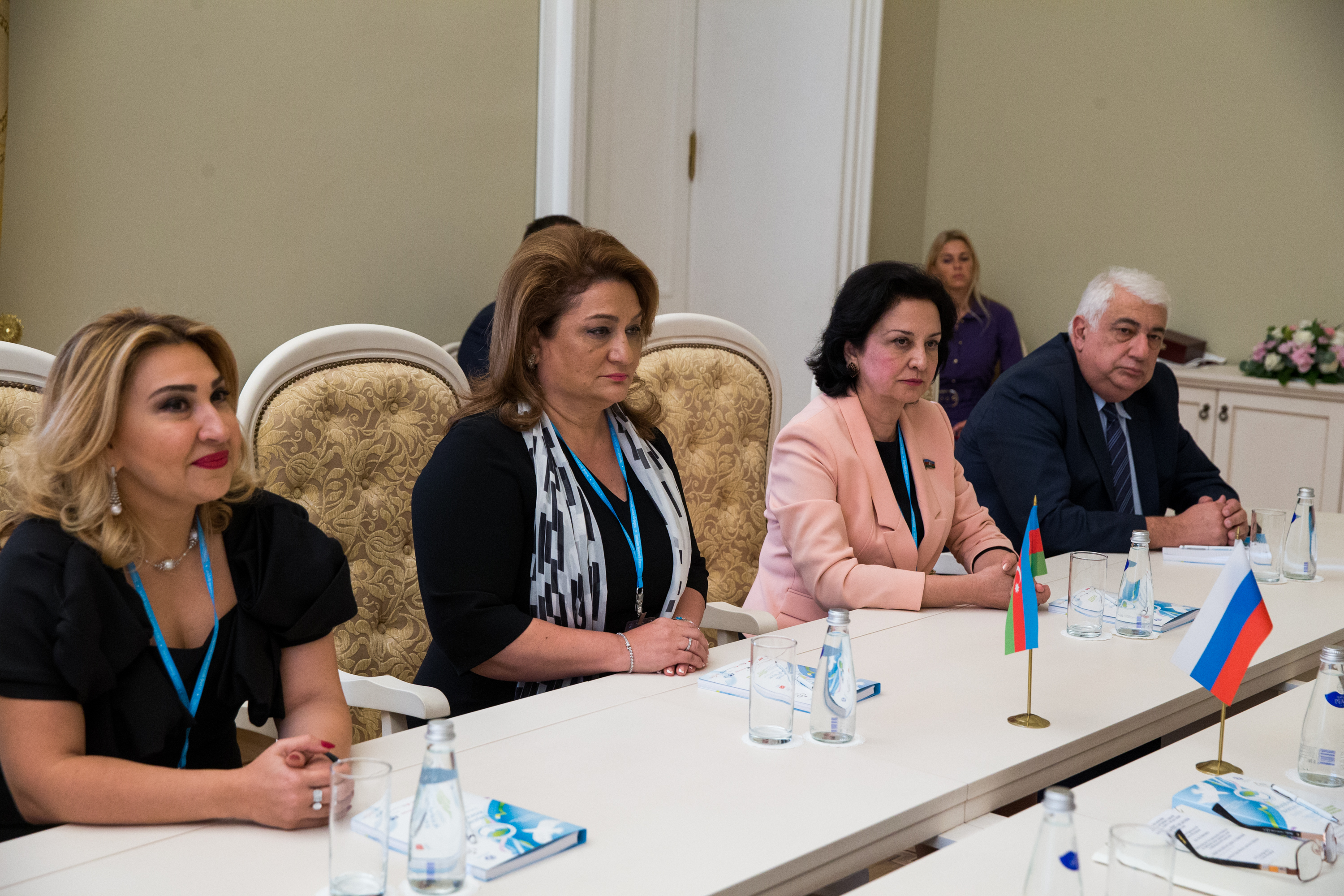
صورة لهجران حسينوفا رئيس لجنة الدولة للأسرة وشئون المرأة والطفل بأذربيجان في اجتماع مع رئيس مجلس الاتحاد الروسي فالنتينا ماتفيينكو
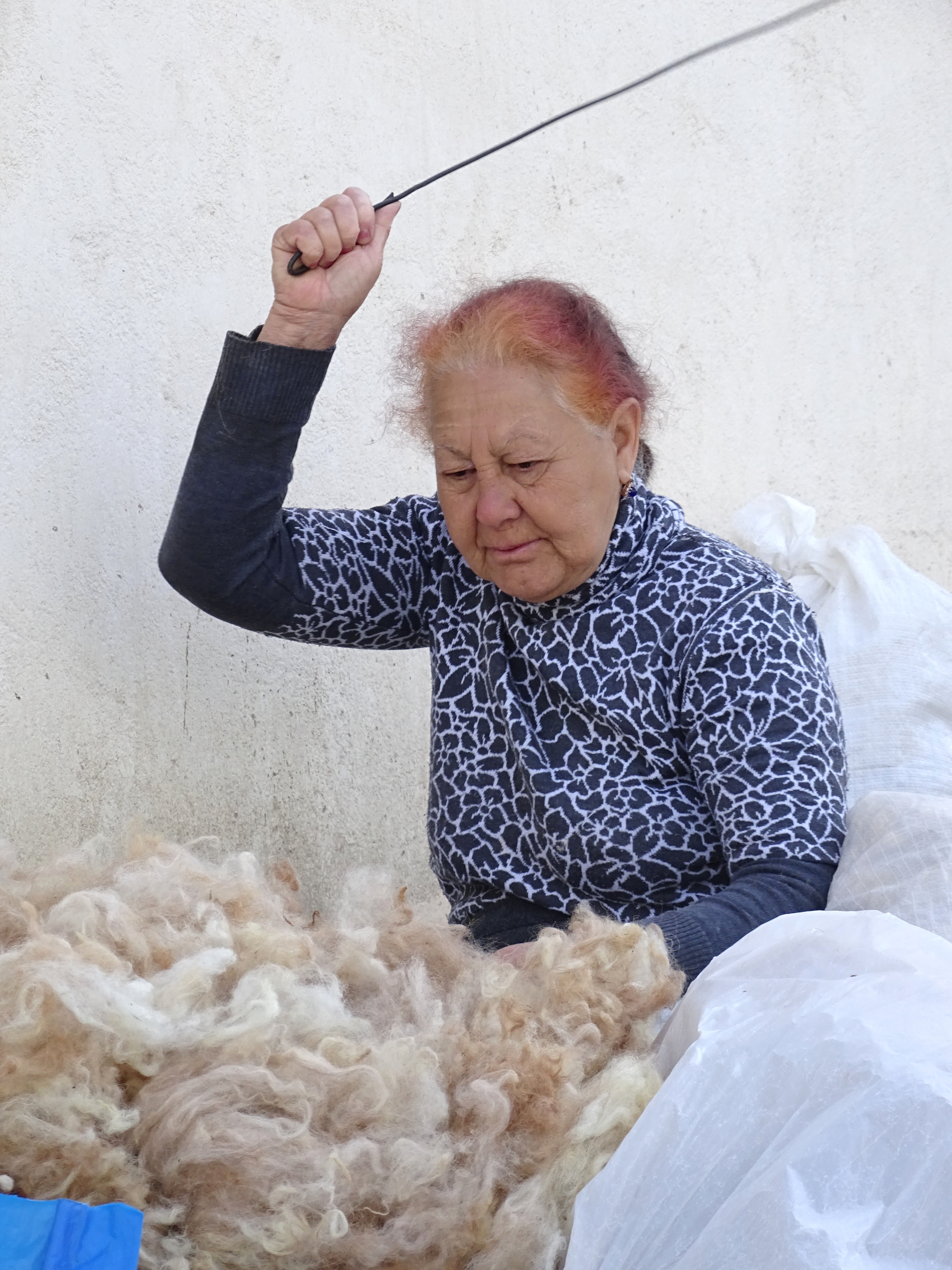
امرأة مسنة تضرب الصوف في قرية بأذربيجان
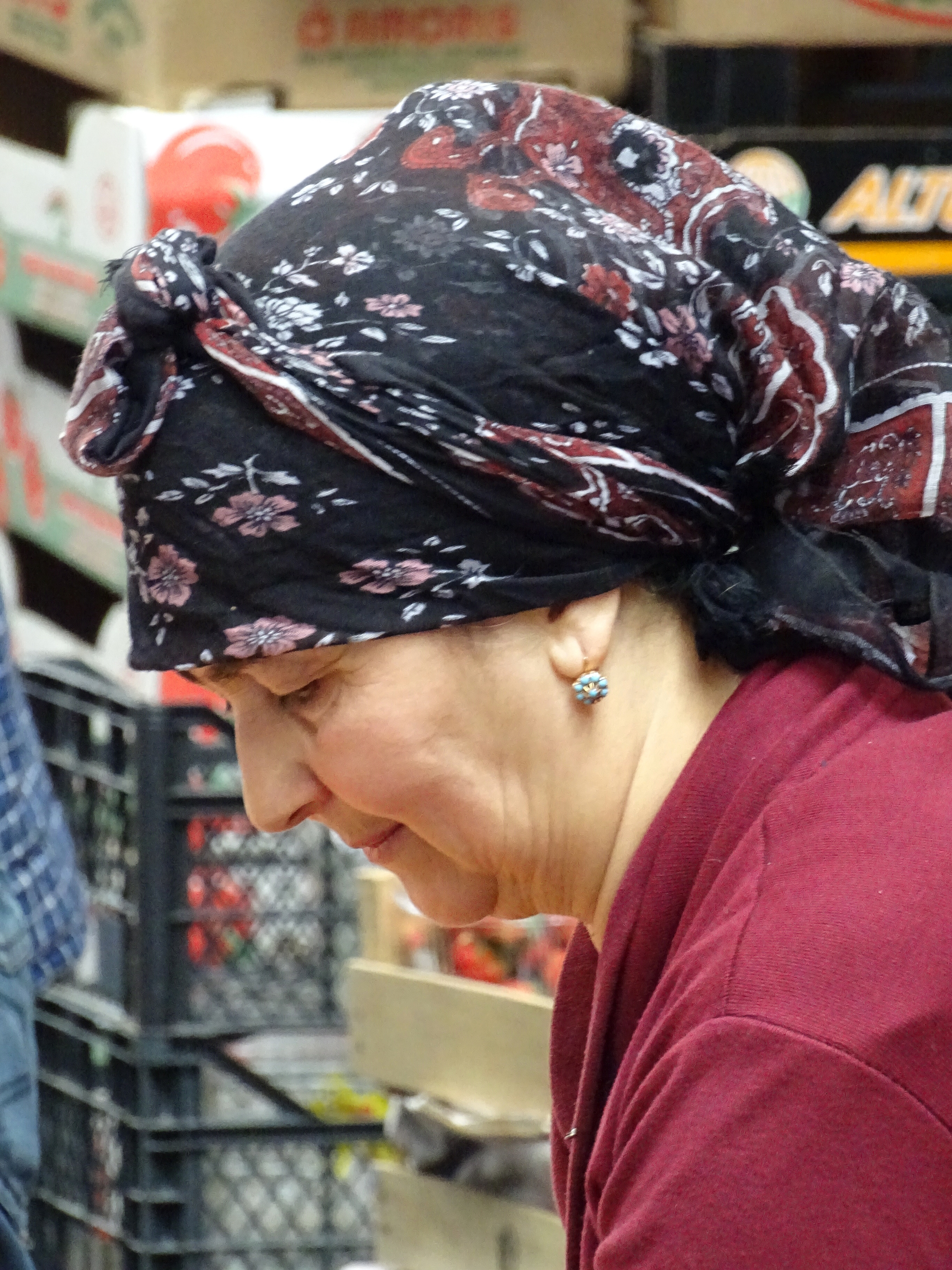
بائعة في أذربيجان